# Бергара
Бергара (на испански: Vergara; на баски: Bergara) е град, разположен в провинция Гипузкоа на Баската автономна област в северната част на Испания. Градът е признат официално през 1268 година.
По време на Просвещението „Кралското Баско дружество на приятелите на страната“ отваря Бергарския университет. В неговата химическа лаборатория братята Хуан Хосе и Фаусто Елюар откриват волфрама през 1783 година. На 20 октомври 2018 година лабораторията, в която е направено откритието е обявена за историческо място на Европейското физическо дружество.
През 19 век след смъртта на краля на Испания, Фердинанд VII (1784 – 1833), четвъртата му съпруга Мария Кристина поема управлението на страната като регент на дъщеря си, бъдещата кралица Исабела II, с подкрепата на либералните сили. Братът на краля, дон Карлос де Молина (1788 – 1855), се обявява за законен наследник на трона. Той е против нападките срещу католическата църква и либералните настроения в Испания. Между двете фракции, известни като Кристинос (или Исабенинос) и Карлистите започва война. Кристинос подкрепяли правителството на кралицата Регент и либералите. Карлистите подкрепяли претенциите на дон Карлос де Молина, в резултат на което в баските провинции се води Първата карлистка война (1833 – 1840). Подкрепата не е била достатъчна и карлистите загубили войната. Наследниците на дон Карлос водят още две карлистки войни, но не успяват да победят.
- Историческият квартал на Бергара
- Центърът на Бергара
- Гербът на катедралата в центъра на Бергара
- Централният площад на Бергара